# Buková Lhota
Buková Lhota je část okresního města Benešov. Nachází se na severozápadě Benešova. Buková Lhota leží v katastrálním území Úročnice o výměře 6,63 km². Buková Lhota leží v těsné blízkosti Vidlákovy Lhoty, obě vsi se prakticky prolínají v jeden celek. Mají i společný osadní výbor.

## Historie

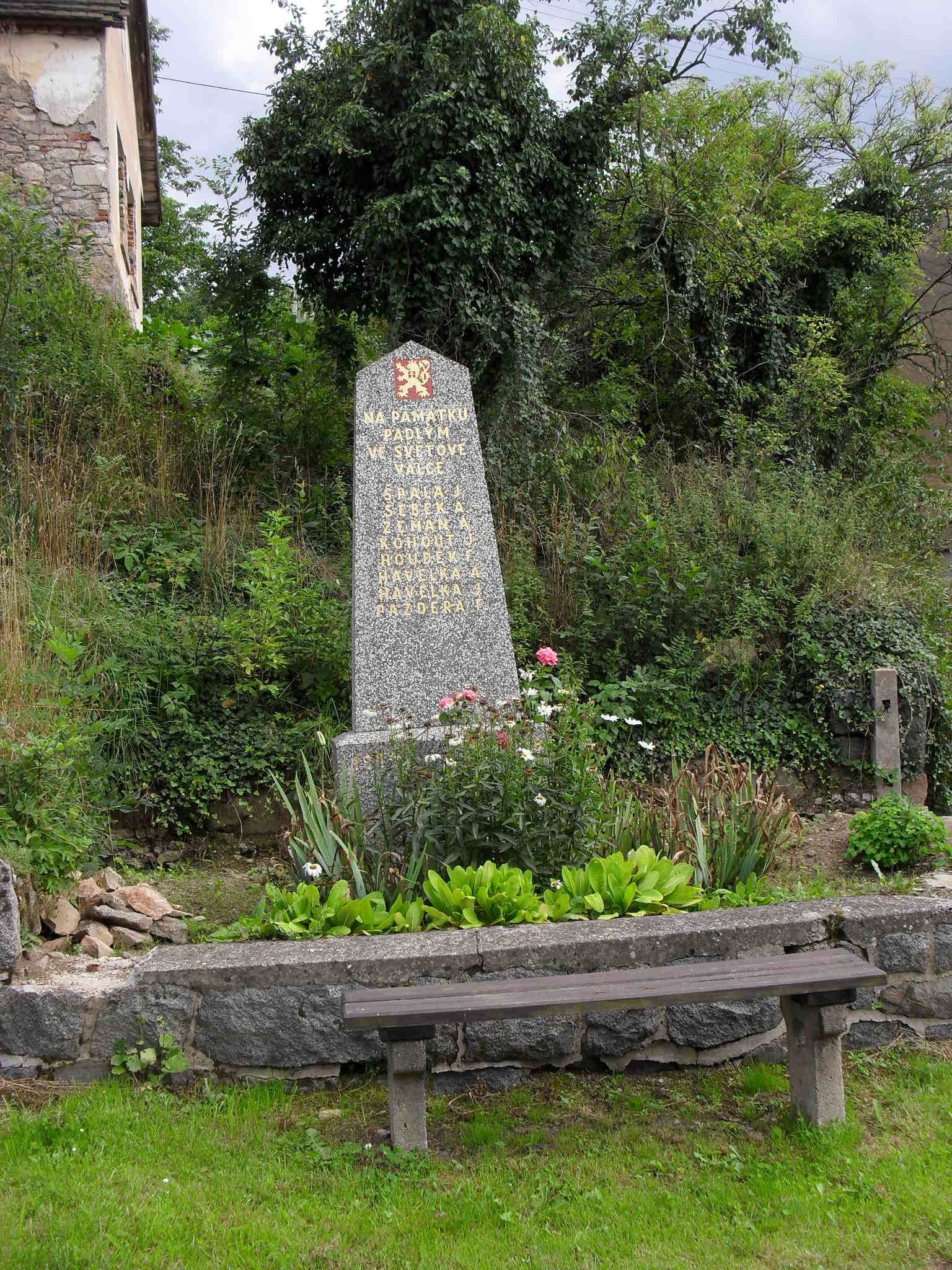
Pomník padlým za první světové války

Buková Lhota se dříve nazývala Bukovská Lhota, první zmínka o takto pojmenované lhotě pochází z roku 1342, kdy byla součástí Vladislavského újezdu. Jan Lucemburský nechal Bukovskou Lhotu společně s celým Vladislavským újezdem zastavit Oldřichovi z Kostelce, Karel IV. však újezd v roce 1352 vyplatil a v roce 1368 ho věnoval kapitule při kapli Všech svatých na Pražském hradě. Po dobytí nedalekého hradu Kostelec připadla ves Konopišťskému panství. Od roku 1654 se při zmínkách o vsi používá již současný název Buková Lhota.
Za druhé světové války se ves stala součástí vojenského cvičiště Zbraní SS Benešov a její obyvatelé se museli 1. dubna 1943 vystěhovat.
V letech 1869–1950 byla vesnice součástí obce Bukovany, v letech 1961–1979 součástí obce Chlístov a od 1. ledna 1980 se stala součástí města Benešov.

## Obyvatelstvo
| Rok            | 1869 | 1880 | 1890 | 1900 | 1910 | 1921 | 1930 | 1950 | 1961 | 1970 | 1980 | 1991 | 2001 | 2011 | 2021 |
| -------------- | ---- | ---- | ---- | ---- | ---- | ---- | ---- | ---- | ---- | ---- | ---- | ---- | ---- | ---- | ---- |
| Počet obyvatel | 146  | 157  | 155  | 154  | 150  | 138  | 164  | 116  | 139  | 148  | 116  | 92   | 95   | 115  | 127  |
| Počet domů     | 19   | 18   | 19   | 18   | 21   | 23   | 29   | 32   | 34   | 34   | 35   | 35   | 39   | 46   | 47   |

## Pamětihodnosti
- Pomník padlým za první světové války